# Michal Kasal
Michal Kasal (nascut el 3 d'abril de 1994) és un jugador d'handbol txec, que actualment juga pel FC Porto i l'equip nacional txec.